# Frýdštejn
Frýdštejn (německy Friedstein) je obec v okrese Jablonec nad Nisou v Libereckém kraji. Žije zde 854 obyvatel. Na východním okraji obce se nachází zřícenina hradu Frýdštejn, od něhož pochází jméno obce.

## Historie
První písemná zmínka o obci pochází z roku 1385.

## Obyvatelstvo
| Rok            | 1869  | 1880  | 1890  | 1900  | 1910  | 1921  | 1930  | 1950  | 1961  | 1970  | 1980 | 1991 | 2001 | 2011 | 2021 |
| -------------- | ----- | ----- | ----- | ----- | ----- | ----- | ----- | ----- | ----- | ----- | ---- | ---- | ---- | ---- | ---- |
| Počet obyvatel | 1 630 | 1 624 | 1 699 | 1 780 | 1 820 | 1 681 | 1 799 | 1 160 | 1 156 | 1 039 | 989  | 803  | 807  | 824  | 850  |
| Počet domů     | 268   | 284   | 292   | 304   | 312   | 326   | 369   | 364   | 319   | 307   | 280  | 322  | 333  | 349  | 359  |

## Obecní správa

### Části obce
- Frýdštejn
- Anděl Strážce
- Bezděčín
- Borek
- Horky
- Kaškovice
- Ondříkovice
- Roudný
- Sestroňovice
- Slapy
- Voděrady

### Obecní symboly
Znak a vlajka byly obci uděleny rozhodnutím předsedy Poslanecké sněmovny Parlamentu České republiky dne 27. února 2004.

## Pamětihodnosti
- Zřícenina hradu Frýdštejn
- Drábovna
- Kaple z roku 1823
- Venkovská usedlost čp. 37

## Zajímavosti v okolí

### Hrad a rozhledna Kopanina
Nedaleko od východního okraje Frýdštejna se nachází stejnojmenný hrad, který je v majetku obce. Necelý kilometr od centra obce severním směrem leží vrch Kopanina (657 metrů) s rozhlednou téhož jména (někdy také uváděna jako Pacltova rozhledna). Kopec s rozhlednou je přístupný po modré turistické značce či cyklotrase č. 4007, případně od autobusové zastávky Pulečný, Kopanina, rozhledna ve vsi Kopanina.

### Vranovský hřeben
Východním směrem od Frýdštejna a jeho hradu směřuje k Malé Skále, Pantheonu a vyhlídce do údolí Jizery ostrý pískovcový Vranovský hřeben. Tato lokalita vzbuzuje zájem nejen turistů, ale i horolezců. Na 22 skalách v okolí hradu a východně od něj je popsáno celkem 155 lezeckých cest, z nichž některé se vyznačují vysokou obtížností.

### Mineralogická lokalita
Pozornost odborníků i laiků, zajímajících se o geologii a mineralogii, zejména sběratelů achátů a jaspisů, přitahuje velký činný melafyrový lom Bezděčín, který se nachází asi 600 metrů vzdušnou čarou na západ od obce v prostoru mezi jejími místními částmi Anděl Strážce, Bezděčín a Sestroňovice. Jaspisy a acháty se vyskytují jak v lomu, tak i na okolních polích. Pro frýdštejnské acháty je typické převážně šedo-bílo-růžové zbarvení jejich vnitřní kresby.  V lomu se kromě achátů a jaspisů často nacházejí geody s křemenem, ametystem, záhnědou, zeolitové nerosty (heulandit, analcim, natrolit, chabazit), kalcit, baryt, kašolong, chlorit, hematit, wad a vzácně i minerály mědi. V polohách nad lomem, v suti v lese a v polích pod lomem lze rovněž najít achátové pecky a úlomky jaspisů a další nerosty.

## Galerie

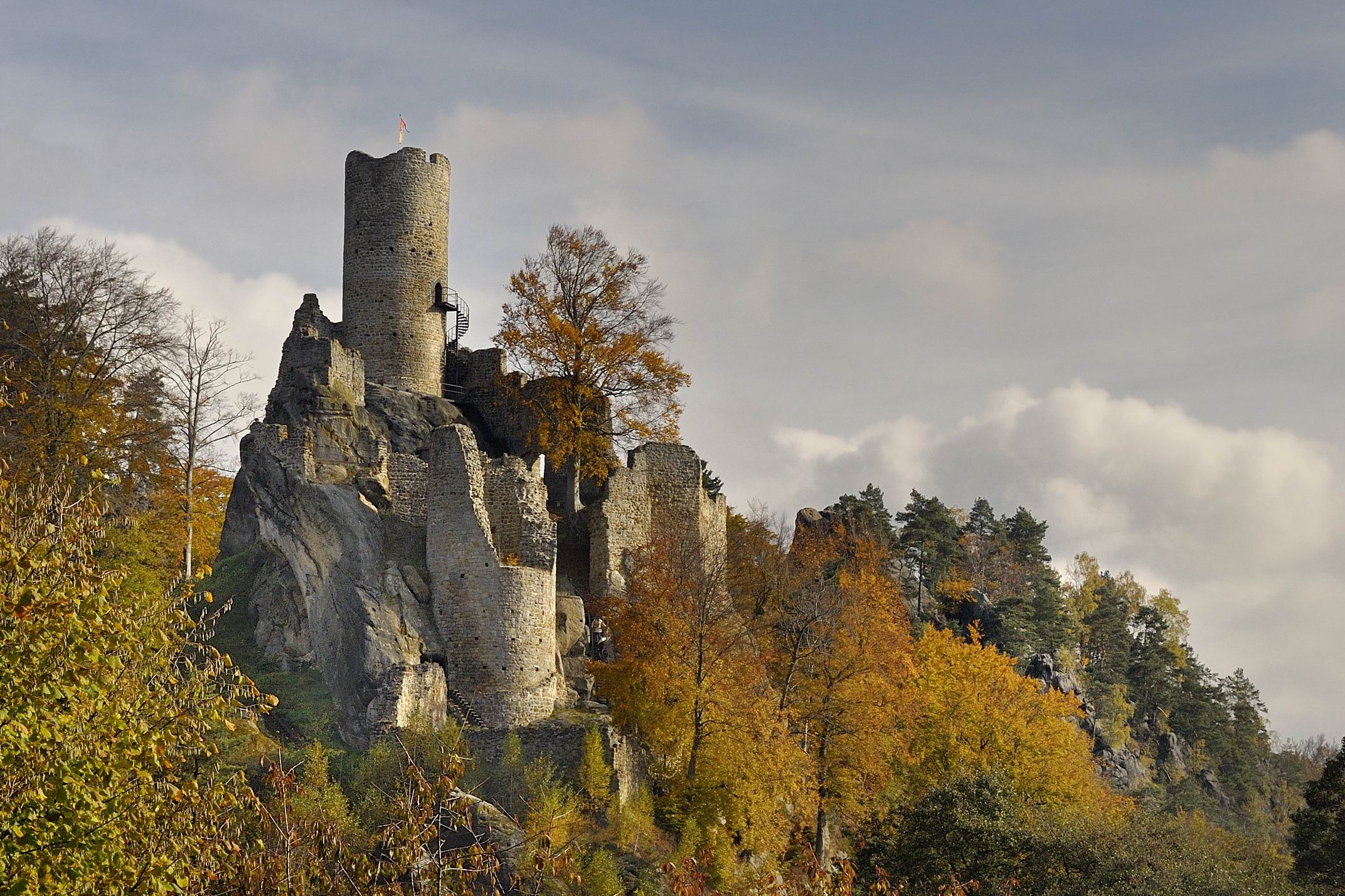
Hrad Frýdštejn
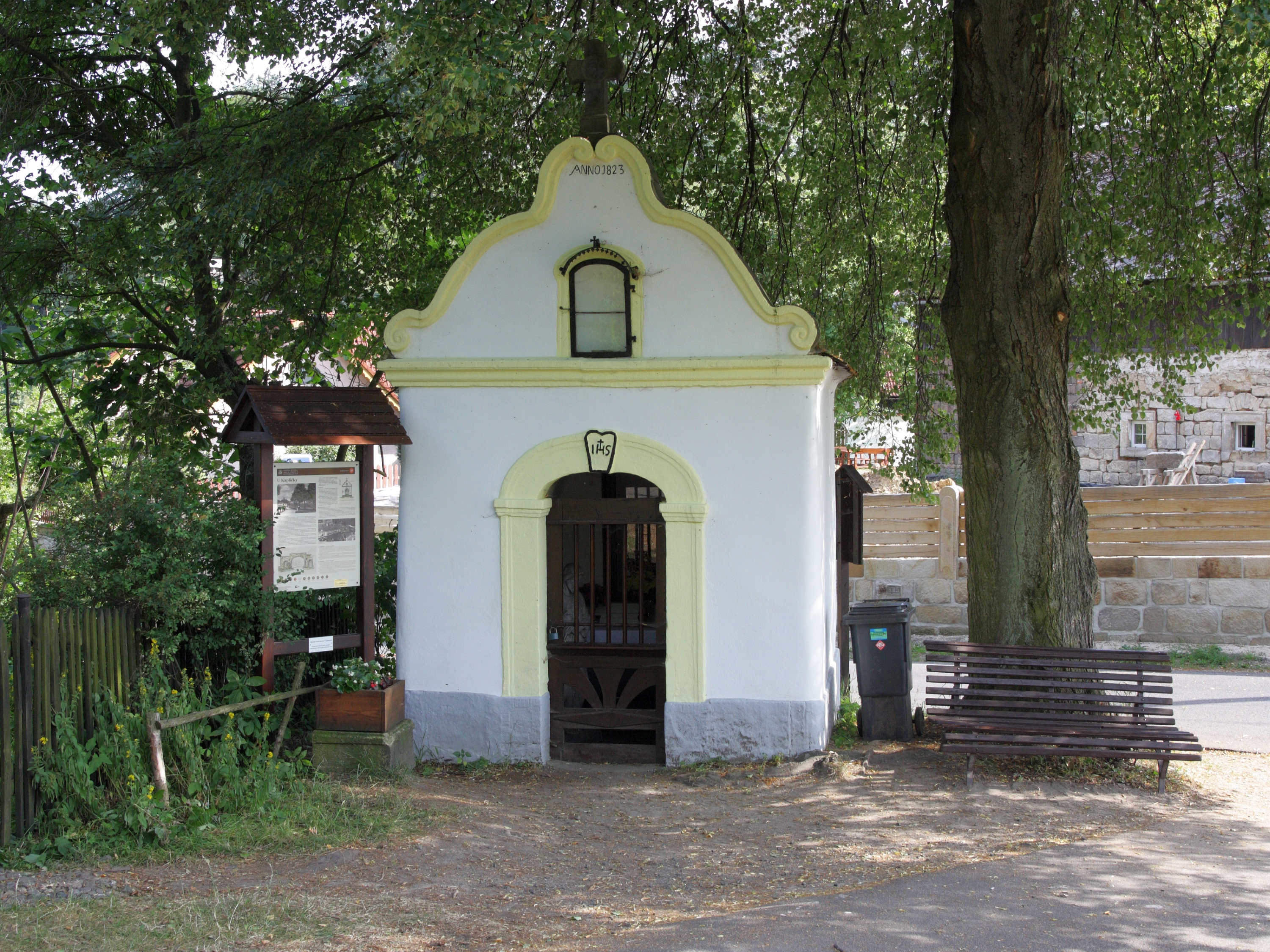
Kaple z roku 1823 v podhradí
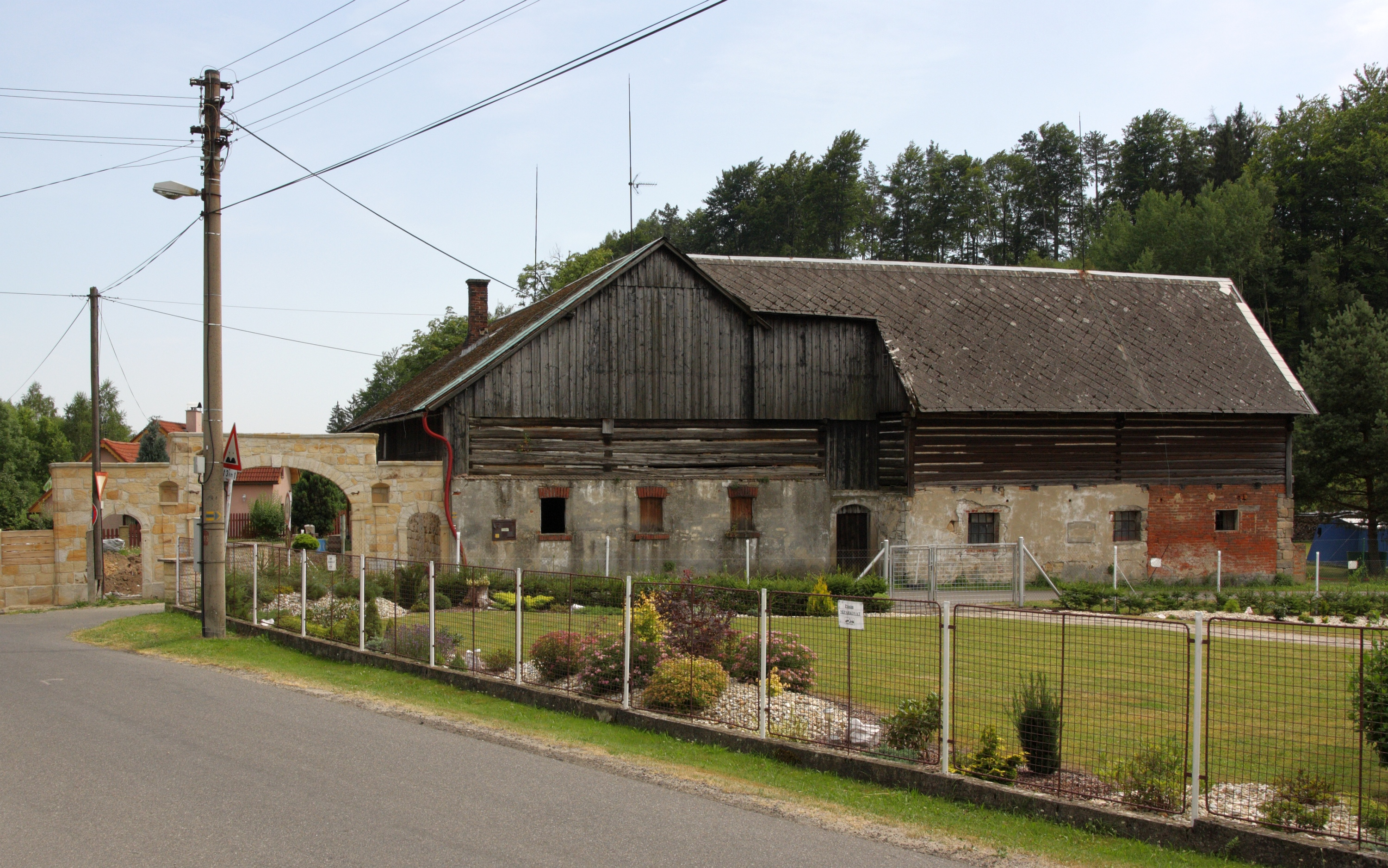
Statek č. p. 21 s pískovcovou bránou
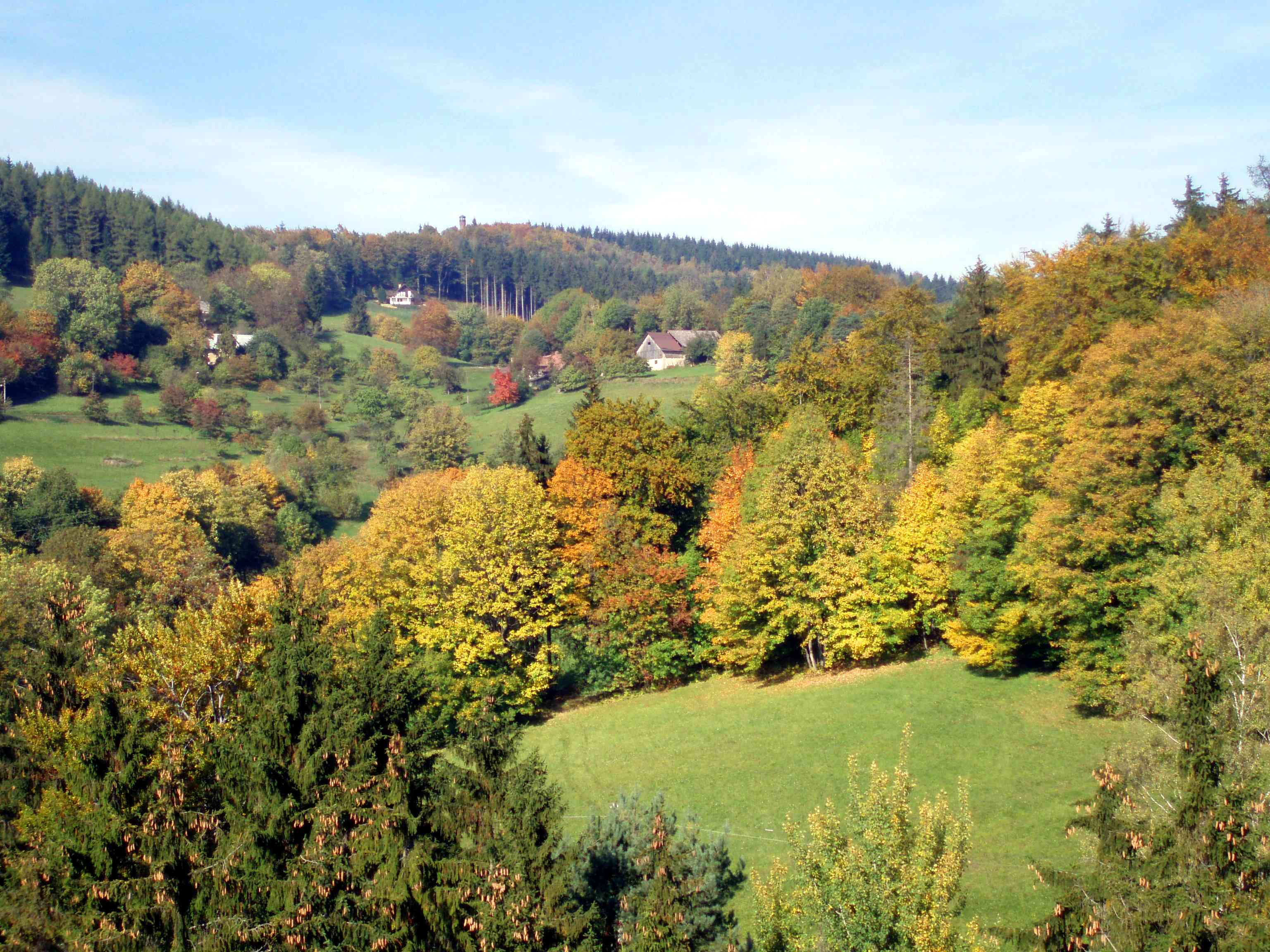
Pohled z Kopaniny směrem k Frýdštejnu